# 萨卡奇阿梁岩画
萨卡奇阿梁岩画又称阿穆尔岩画，是一处位于俄羅斯哈巴羅夫斯克區哈巴罗夫斯克边疆区的萨卡奇阿梁村（Sikachi-Alyan）和马雷舍沃村（Malyshevo）附近的玄武岩巨石岩刻。岩画在2003年被联合国教科文组织列入世界遗产的预备名单。

## 发现与研究
1859年，博物学家：理查德·马克首次对这里进行了科学研究。之后在1894年，弗拉基米爾·阿爾森尼耶夫也参与了对岩画的研究与描述。在1935年，萨卡奇阿梁岩画因被阿列克谢·奥克拉多尼科夫院士研究后而世界闻名。
在阿穆尔河右畔的入海口处，研究人员发现了一个人面岩画遗址。在遗址处发掘出了雕刻着100多个人面像的玄武岩巨石。其中一幅上面画有火光、蛇形、日头，人们头上戴着的萨满教面具等，这是原始宗教艺术的杰作，更是古代生活于此的赫哲族祖先精神生活的真实记录。还有画狩猎场面的岩画，其中的人、奔马、麋鹿被画得栩栩如生。在萨卡奇阿梁村里发掘出来的岩画描绘着各种各样的事物，虽然在哈巴罗夫斯克边疆区也岩石壁画，但是体现的均只有一两个图像，（或动物、或人、或面具）并不如萨卡奇阿梁村里的丰富全面。
此处早期的岩画属于新石器时代的Osipovskoj文化（公元前12千纪到公元前9千纪），并用石器雕刻而成。考古学家们认为，只有在冰河时代，巨石上描绘的野马才存在于阿穆尔的河流附近。岩画中有一个猛犸象的图像，可能是古代人的猎物。后来的刻在岩石上的文字可以追溯到公元前3千纪，到了那时雕刻工具变成了铁器。岩画位于洪水区（一年中的某些时段不可见），在春季期间，冰块将会融化漂浮在河水上。目前已被做出科学描述的图像大约只有300个左右，有200多个都是小型岩画，其中有些已被被漂浮的冰块击中摧毁，沉于河底。据分析推测，有部分的岩画由于巨石的翻滚而被藏于水中，不被人所知。

## 博物馆
当地政府还在岩画遗址：萨卡奇阿梁村内还设置了一个关于赫哲族的民族露天博物馆，这个博物馆是哈巴罗夫斯克边疆区格罗德科沃考古博物馆的一个分支。博物馆里对一些最有名的巨石岩画，制作了精确的混凝土复制品来进行展览。萨卡奇阿梁的岩画是萨满教进行宗教崇拜的地方，也是赫哲族人的象征符号。

### 巨石与岩画的照片（阿穆尔河下游）
以下带岩画的巨石位于阿穆尔河沿岸的下游（萨卡奇阿梁村），这些岩画能够方便地研究。
- 阿穆尔海岸下游的岩画组
- 猛犸象岩画
- 猛犸象和长毛犀
- 萨满教
- 面具
- 面具
- 七姐妹
- 其中一个姐妹的面具
- 有尾巴的野兽
- 螺旋（蜗牛）
- 图案
- 图案
- 图案或面具
- 图案或面具
- 砂轮
- 椭圆形的图案
- 鱼？

### 巨石与岩画的照片（阿穆尔河上游）
以下带岩画的巨石位于（阿穆尔河沿岸）的上游。这些岩石被河流与村庄分开，进行研究需要坐摩托艇过到对岸。
- 阿穆尔海岸上游的岩画组
- 史黛拉海滩上的岩画群
- 大型马匹
- 小型马匹
- 图案
- 眼睛
- 面具
- 一个站立的人
- 人脸
- 麋鹿
- 圆圈与某种图案
- 圆和线
- 圆圈图案
- 交叉围成一圈
- 船？
- 面具

### 博物馆内复制品的照片
在哈巴罗夫斯克边疆区格罗德科沃考古博物馆前面的空地上展出了用混凝土制成的岩石雕像的复制品。
- 格罗德科沃考古博物馆
- 船和带着萨满面具的人
- 面具
- 面具
- 苍鹭
- 面具
- 面具
- 面具
- 船
- 麋鹿
- 马
- 三匹马
- 驼鹿？
- 驼鹿？
- 动物的图像
- 马？